# Karyawangi (Salopa)
Karyawangi is een bestuurslaag in het regentschap Tasikmalaya van de provincie West-Java, Indonesië. Karyawangi telt 5473 inwoners (volkstelling 2010).